# Гуран (Амурская область)
Гура́н — село в Свободненском районе Амурской области России. Входит в состав Сычёвского сельсовета.

## География
Село Гуран стоит в среднем течении реки Гуран, примерно в 20 км до впадения её в Амур.
Село Гуран расположено к юго-западу от районного центра города Свободный.
Расстояние до административного центра Сычёвского сельсовета села Сычёвка — 20 км (на северо-восток).
Расстояние до города Свободный (через сёла Сычёвка, Малый Эргель, Костюковка, Серебрянка, Новоивановка) — около 83 км.

## Население
| 2002 | 2010 | 2012 | 2013 | 2014 | 2015 | 2016 |
| ---- | ---- | ---- | ---- | ---- | ---- | ---- |
| 283  | ↘162 | ↘155 | ↘152 | ↘145 | ↘143 | ↘139 |
| 2017 | 2018 |      |      |      |      |      |
| ↘133 | ↘132 |      |      |      |      |      |

## Улицы
| - ул. Верхняя, - пер. Зелёный, - ул. Садовая, | - ул. Строителей, - ул. Центральная, - ул. Школьная. |